# 6442 Salzburg
A 6442 Salzburg (ideiglenes jelöléssel 1988 RU3) a Naprendszer kisbolygóövében található aszteroida. Freimut Börngen fedezte fel 1988. szeptember 8-án.